# Propagació del so
La propagació del so consisteix en la transmissió d'una ona sonora a través d'un mitjà. Depèn de les característiques del medi en què es transmet aquesta ona: pressió, temperatura i humitat, entre d'altres.

## Velocitat del so
En general, la velocitat del so és major en els sòlids que en els líquid, i en els líquids major que en els gasos:
- La velocitat del so en l'aire a una temperatura de 20 °C és de 343 m/s. Hi ha una relació creada per Newton, i posteriorment modificada per Laplace, que permet obtenir la velocitat del so en l'aire en funció de la seva temperatura.
- En l'aigua (a 35 °C) és de 1.493 m/s (a 22 °C) és de 1.498 m/s.
- A la fusta és de 3.700 m/s.
- En el formigó és de 4.000 m/s.
- En l'acer és de 6.100 m/s.
- En l'alumini és de 6.300 m/s

## Fenòmens físics que afecten a la propagació del so
- Absorció. La capacitat d'absorció del so d'un material és la relació entre l'energia absorbida pel material i l'energia reflectida pel mateix, quan el so incideix sobre el material.

El seu valor varia entre 0 (tota l'energia es reflecteix) i 1 (tota l'energia s'absorbeix).
- Reflexió. És una propietat característica del so, que de vegades es diu ressò.

El ressò es produeix quan un so es reflecteix en un mitjà més dens i arriba a cau d'orella d'una persona amb una diferència de temps igual o superior a 0,1 segons, respecte del so que rep directament de la font sonora.
- Transmissió. La velocitat amb què es transmet el so depèn, principalment, de l'elasticitat del medi, és a dir, de la seva capacitat per recuperar la seva forma inicial. L'acer és un mitjà molt elàstic, en contrast amb la plastilina, que no ho és. Altres factors que influeixen són la temperatura i la densitat.
- Refracció. Quan un so passa d'un medi a un altre, es produeix refracció. La desviació de l'ona es relaciona amb la rapidesa de propagació en el medi.

El so es propaga més ràpidament en l'aire calent que en l'aire fred.
És la desviació que pateixen les ones en la direcció de la seva propagació, quan el so passa d'un medi a un altre diferent. La refracció es deu al fet que en canviar de medi, canvia la velocitat de propagació del so.
- Difracció o dispersió. Si el so troba un obstacle en la seva direcció de propagació, és capaç de rodejar i seguir propagant.

La persona B pot escoltar la persona A, en virtut que les ones sonores emeses per A envolten el mur i arriben a l'orella de B.
- Difusió. Si la superfície on es produeix la reflexió presenta alguna rugositat, l'ona reflectida no només segueix una direcció sinó que es descompon en múltiples ones.